# سرحه
سرهه، با نام تاریخی سرخه، روستایی از توابع دهستان برغان، بخش چندار، شهرستان ساوجبلاغ، در استان البرز ایران است.
فاصله این روستا تا شهر هشتگرد حدود ۳۶ کیلومتر است و تا روستای برغان تقریبا ۳ کیلومتر است. و همسایه روستاهای سنج وامکوه، بریان چال، می باشد.
سرهه دارای آب و هوای سرد و معتدل کوهستانی است که در زمستان هوای سرد و یخبندان بوده و در تابستان دارای آب هوای خشک می باشد.

## مکان های دیدنی
امامزاده موسی و بی بی نساء دو امامزاده این روستا هستند. امامزاده موسی پسر زین العابدین کمی بالاتر از مزار خواهرش بی بی نساء قرار دارد.
یکی از معضلات این روستا نبود امکانات برای گردشگران است به همین جهت مسافران سفره خود را در کنار امامزاده این روستا پهن می کنند.
غار اسکول در یک غار با قدمت هفتاد هزار سال پیش است و به تازگی آثاری از بقایای انسان اولیه در آن پیدا شده است. کارشناسان قدمت این غار را مربوط به دوره پارینه سنگی میدانند.

## جمعیت
این روستا در دهستان برغان قرار دارد و براساس سرشماری مرکز آمار ایران در سال ۱۳۸۵، جمعیت آن ۱۰۴ نفر بوده‌است.

## آدرس
راه منتهی به این روستا از اتوبان کرج-قزوین خروجی روستای کردان که به جاده برغان منتهی است و بعد از امین آباد نرسیده به روستای برغان سه راهی سمت چپ بالای جاده .